# Cymbidium devonianum
Cymbidium devonianum Lindl., 1833 è una pianta della famiglia delle Orchidacee originaria dell'Asia Orientale.

## Descrizione
È un'orchidea di media taglia, con crescita epifita ed occasionalmente geofita. C. devonianum presenta piccoli pseudobulbi ovoidali, avvolti da 5 o 6 brattee scabre, portanti al loro apice da 2 a 4 foglie coriacee, spesse, dotate di picciolo, con nervature evidenti, di forma da oblunga a lanceolata, ad apice da ottuso a subacuto.
La fioritura avviene normalmente dalla primavera all'estate, mediante un'infiorescenza basale, racemosa, lunga da 15 fino a 45 centimetri, ricoperta da brattee scabre, triangolari di colore viola e portante da 15 a 25 fiori. Questi sono grandi da 3 a 4.5 centimetri, di struttura pesante e di lunga vita, di colore variabile e presentano sepali lanceolati 2 dei quali ripiegati verso il basso,  più lunghi dei petali e labello  trilobato a lobi rialzati

## Distribuzione e habitat
C. devonianum cresce in Asia, e più precisamente nella catena dell'Himalaya, nello stato indiano di Assam nel Nepal, nel Bhutan, oltre che in Myanmar, Thailandia e Vietnam, su alberi della foresta pluviale montana (epifita) o rocce (litofita) ricoperte di muschio, a quote comprese tra 1000 e 2000 metri sul livello del mare.

## Coltivazione
Questa specie è meglio coltivata in vasi contenenti terriccio fertile, con buona disponibilità di luce, anche se non ai raggi diretti del sole, con temperature fresche a umidità abbondante per tutto l'anno, durante la fioritura è consigliabile aumentare un po' la temperatura, fornire fertilizzante e irrigare.